# Java 2 Micro Edition
Java 2 Micro Edition, vaak afgekort tot J2ME en Java ME, is een variant van Java, oorspronkelijk gedefinieerd door Sun Microsystems. Het is het 'kleinere broertje' van de Java 2 Standard Edition (J2SE), die vooral op desktopcomputers en servers gebruikt wordt.
Java 2 Micro Edition richt zich op apparaten met beperkte capaciteit, hoofdzakelijk mobiele telefoons en pda's, maar ook allerlei andere embedded systemen. De meegeleverde standaardbibliotheken zijn een subset van de Java 2 Standard Edition-bibliotheken. Om Java 2 ME compact te houden en toch af te kunnen stemmen op specifieke eigenschappen van het apparaat waar het op draait wordt het framework afgestemd met zogeheten configuraties.
Een configuratie is als het ware een selectie van classes.
De twee gebruikelijke configuraties zijn Connected Device Configuration en Connected Limited Device Configuration. Deze kunnen uitgebreid worden met zogeheten profiles die daarbovenop draaien. Voor mobiele telefoons is er Mobile Information Device Profile. MIDP is op steeds meer mobiele telefoons beschikbaar. Applicaties die voor MIDP zijn geschreven worden MIDlets genoemd.